# Исповедь. Хроника отчуждения
«Исповедь. Хроника отчуждения» (англ. Confession: A Chronicle of Alienation) — советский документальный фильм.
Это дипломная работа Георгия Гаврилова. Получил третью категорию, но собрал на кинопоказах 1 700 000 советских зрителей. Был показан на Международном кинофестивале в Сан-Франциско в 1989 году, получил гран-при на Амьенском Международном кинофестивале игрового кино (1989), был отмечен на Международном кинофестивале в Нью-Йорке в Линкольн Центре (new-york-film-festival), приглашён Международный Фестиваль Нового Кино В Пэзаро (Италия), Международный кинофестиваль в Риме, Кинофестиваль независимого кино в Париже, Международный кинофестиваль в Сан-Хосе (Калифорния), Международный кинофестиваль в Портленд, штат Орегон (Portland Film Festival), Международный фестиваль Молодость (Гран При), Украина, Международный кинофестиваль София (Болгария) и мн.др.

## Сюжет
Содержание
- Лёша-Гриф. Осень 1986 — 0:05
- Света-Земляника — 0:08
- Вера — 0:11
- Из семейного альбома — 0:20
- Весенний праздник Казюкас — 0:31
- Света. Смертельная доза — 0:3
- Наркологическая больница. Ломки — 0:39
- Демонстрация хиппи. 10 мая 1987 г. — 0:52
- Перспективы — 0:54
- Осень 1987 — 1:00
- Зима 1988. Анюта — 1:09
- Эпилог — 1:19

«Исповедь» Георгия Гаврилова запечатлела подпольную наркотическую субкультуру, которая сложилась среди отделившейся советской молодёжи. Фильм показывает, чем живёт 23-летний московский наркоман отрезками в течение двух лет. Как намекает название, фильм — очень личное, как бы религиозное изучение русской души глазами человека страдающего. И этот человек желает, чтобы зритель стал свидетелем его падения. Внук заместителя начальника ГУЛага генерал-майора Завгороднего, Алексей Шубников ищет смысл в мистике, религии. Он несёт бремя своей зависимости, словно потерянную русскую идею и душу, через психиатрические больницы, распад семьи, притеснения и публичное осмеяние. Правдивое кино сопровождают комментарии Алексея о себе и социальных проблемах с наркотиками в Советском Союзе. Трагически чуждый, он выворачивает, опустошая, свою душу. Самые поражающие кадры Гаврилов снял скрытой камерой внутри психиатрической больницы. Это будто отбракованный рабочий материал для фильма «Пролетая над гнездом кукушки». Фильм был приглашен на различные крупные международные кинофестивали. Автор картины Георгий Гаврилов стал самым молодым Членом Союза Кинематографистов, позднее читал курс о кино в СССР и  работал над следующим проектом в Берклийском Университете в Калифорнии. Картину горячо поддержали выдающиеся кинематографисты страны- Александр Згуриди, Ролан Быков, Андрей Кончаловский, который даже пригласил Г.Гаврилова посетить свою съемочную площадку фильма "Танго и Кэш" в Голливуде,

## Награды
- 1988 — Международный кинофестиваль в Мангейме. Специальный фильм дирекции'[1]

## Съемочная группа
- Режиссёр-постановщик — Георгий Гаврилов
- Авторы сценария — Юрий Котляр, Георгий Гаврилов
- Актёры — Алексей Шубников играет самого себя
- Операторы — Александр Мурса, Сергей Козлов, А. Кулик, Г. Ларин, Вадим Бузуев, Олег Морозов
- Художник — Михаил Завражнов
- Директор картины — К. Агаджанов
- Редактор — Е. Демченко
- Музыкальный редактор — А. Лаписов
- Комбинированные съёмки: операторы — Б. Травкин, Ю. Собольков
- Звукооператор — Е. Попова
- Монтажёр — Ирма Цекавая
- Режиссёр — Л. Биц
- Над фильмом работали сотрудники ВГИКа: И. Фурыгина, В. Никифорова, А. Славин, А. Закржевский

В титрах: Группа выражает благодарность сотрудникам Всесоюзного Государственного архива кинофотодокументов г. Красногорска

## Премьера
Фильм был показан в кинотеатрах в СССР.
В США впервые был показан на Международном кинофестивале в Сан-Франциско в 1989 году,был показан на Первом Канале (ОРТ), обсуждение прошло в программе Взгляд под началом Художественного руководителя ТО Юность "Мосфильм" Роллана Быкова  и вызвало большой отклик в аудитории, по причине того, что была впервые затронута тема наркомании в СССР и сталинских репрессий.